# جیم وینورسکی
جیم وینورسکی (انگلیسی: Jim Wynorski) کارگردان فیلم، تهیه‌کننده و فیلم‌نامه‌نویس اهل ایالات متحده آمریکا است.
از فیلم‌ها یا برنامه‌های تلویزیونی که وی در آن نقش داشته‌است، می‌توان به زهرآگین، جرم بحرانی، خشم هوایی، جیل درنده، مأمور قرمز، طوفان‌گیر، تخریب بالا، بازگشت سوامپ تینگ، پای آمریکایی: کتاب عشق، نفرین کومودو و کومودو علیه کبرا اشاره کرد.